# Chiribiri
Chiribiri (l'Auto Costruzioni Meccaniche Chiribiri) fue una empresa de automóviles italiana, también dedicada a la fabricación de motores aeronáuticos.

## Historia

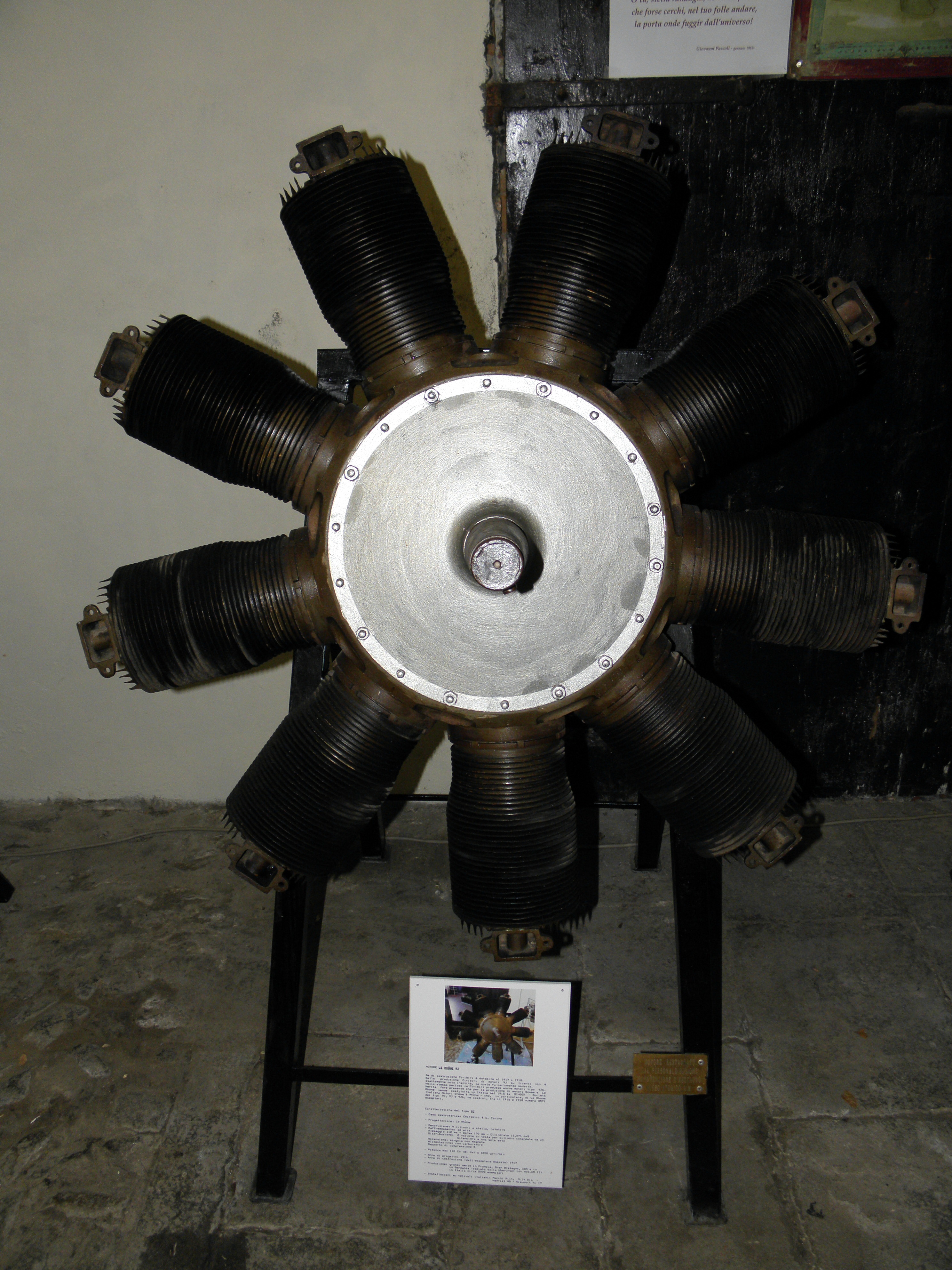
Motor aeronáutico Le Rhône 9J fabricado por Chiribiri (Museo del Aire y del Espacio de San Pelagio, Due Carrare).

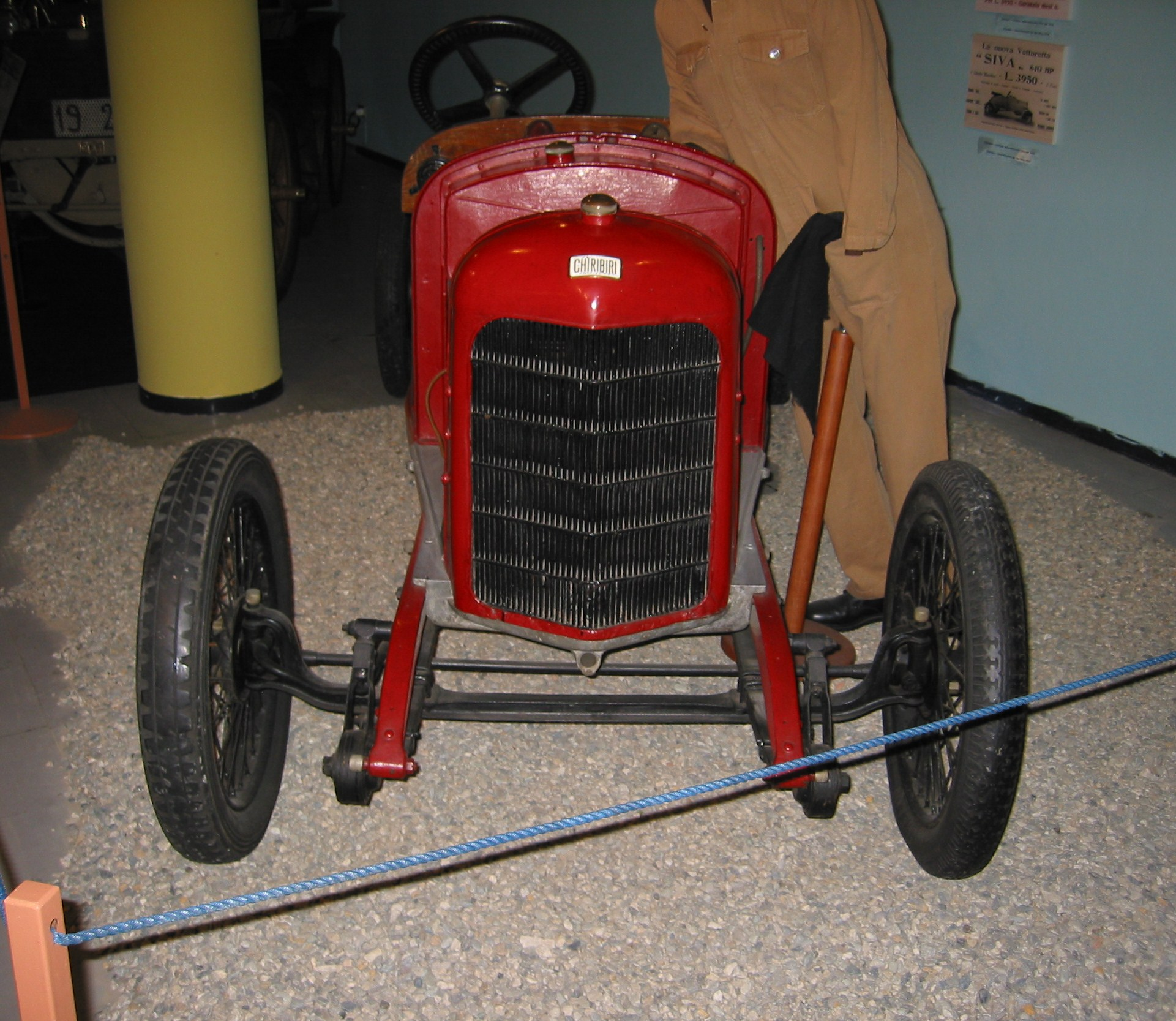
Chasis de un "Tipo Monza" de 1924

Antonio "Papa" Chiribiri, un empresario veneciano, junto a Maurizio Ramassotto y el ingeniero Gaudenzio Verga fundan en 1910 una pequeña compañía la "Torinese Velivoli Chiribiri & C." que en un principio se dedica a la construcción de piezas de material aeronáutico, aunque posteriormente consiguen una licencia para fabricar motores para aviones de la marca "Gnome et Rhone". Junto a la fábrica abren también una escuela de pilotos por la que pasaron varios ases de la aviación italiana durante la I Guerra Mundial.
En 1914 el conde Gustavo Brunetta d'Usseaux encargó a Chiribiri la fabricación de un centenar de coches, pues deseaba comercializarlos para introducirse en la actividad industrial. Sin embargo, dificultades económicas impiden que el coche pase más allá del prototipo. El primer proyecto de automóvil Chiribiri se denominó "Siva" y era una "voiturette" de 4 cilindros, 980 cc y dos asientos. Para reducir pérdidas, Chiribiri decide continuar la aventura él solo, aunque aumentando la cilindrada a 1300 cc (modelo 12 HP). La producción continuó a ritmo reducido y tras la guerra Chiribiri decidió dedicar toda la actividad de la empresa a la fábrica de automóviles. En 1919 comienza la comercialización del 12HP de 1593cc con una potencia de 19 CV.
Los hijos de Chiribiri, Ada y Amadeo ("Deo"), pilotos aficionados impulsan a su padre para la fabricación de un modelo de carreras, el 12 HP Monza. En 1922 "Deo" y el inglés Jack Scales disputan varias carreras demostrando la competitividad de los pequeños Chiribiri. En 1923 el equipo Chiribiri incorpora a los nuevos pero brillantes pilotos del equipo Ansaldo, Tazio Nuvolari, Alete Marconcini y Luigi Platé llegando con ellos los mejores resultados de la marca.
El modelo Roma 5000 (también un 4 cilindros de 1500 cc) se lanza en 1922, así como el Chiribiri más famoso: la "vetturetta bialbero" de carretera, de sport y la versión sobrealimentada de 1925 de 93 CV y que alcanzaba los 180 km/h debido a su gran ligereza.
A pesar de algunos éxitos deportivos, las ventas de "l'Auto Costruzioni Meccaniche Chiribiri" (nombre adoptado en 1925) no fueron nunca muy altas y la crisis económica del final de los años 1920 provocó el cierre de la fábrica en septiembre de 1929, vendiéndose los terrenos industriales a Lancia.
- Datos: Q1074705
- Multimedia: Chiribiri vehicles / Q1074705